# Gebel Barkal

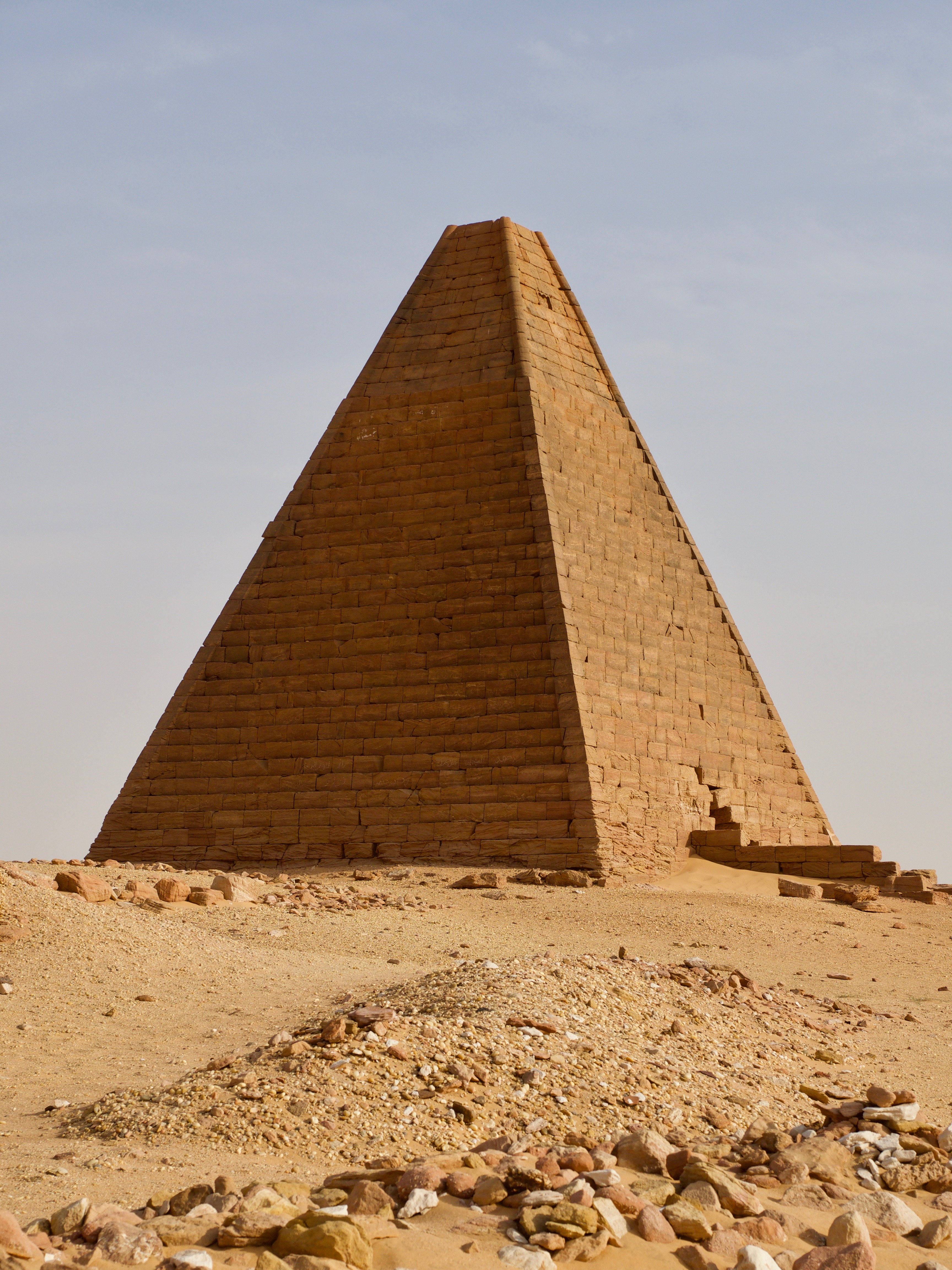
Una de las pirámides en Gebel Barkal.

Gebel Barkal o mejor: Ŷébel Barkal (Montaña Pura) es el nombre árabe del que fuera lugar sagrado del reino de Napata, situado en una pequeña montaña de 98 m de altura con una cima plana, no muy lejos y al norte de la ciudad, en el mismo lado oriental del río Nilo. El nombre antiguo no se conoce. Hoy día está en el norte del actual Sudán, a 2 km al sudoeste de la ciudad de Karima. 
Es el promontorio más alto en muchos kilómetros a la redonda, y también está ubicado debajo de la Cuarta Catarata, considerado un límite natural.
Aparentemente fue utilizado como un hito por los comerciantes en la importante ruta entre África central, Arabia y Egipto, como el punto donde era más fácil cruzar el gran río. 
Tanto los antiguos egipcios como los kushitas creían que la montaña era el hogar del dios Amón, el "Trono de las dos tierras", Egipto y Nubia. Las ruinas de un templo dedicado al dios se encuentran al pie de la montaña.

## Historia
Hacia el año 1450 a. C., el ejército de Tutmosis III llegó a la zona del Ŷebel Barkal, donde se fundó Napata, y Egipto se extendió aún un poco más siguiendo el río Nilo. La región perteneció a Egipto durante unos doscientos años, y después fue capital de un reino autóctono sucesor de Kerma. Los reyes de Napata residían en el Ŷébel Barkal, donde se han encontrado trece templos y tres palacios. También se erigieron varias pirámides meroíticas y capillas dedicadas a Amón. 

## Restos arqueológicos
Se han encontrado dos estelas: la de Tutmosis III (de la dinastía XVIII) y la de Harsiotef, de la dinastía XXII. Al pie de la montaña, el rey de Egipto y Napata, Taharqo, erigió un templo llamado por los griegos Thifonion  y luego por los romanos el Thiphonium, porque estaba decorado con figuras de la deidad egipcia Seth, asociado con Tifones (el monstruo griego de las tormentas y volcanes).
Los templos principales, aparte del Thyphonium, fueron el de Amón, fundado por Tutankamón, y más tarde reconstruido en la dinastía XXV, que es tan grande como el de Karnak; el de Amón y Mut, al lado del anterior, construido por Taharqo; el templo de Mut, también construido por Taharqo pero esculpido sobre la roca de la montaña y con numerosas representaciones de Hathor, Mut y Tefnut; y el de Natakamani, construido por el rey Natakamani (1-20 d. C.), al lado de un palacio real más antiguo.
Los restos ya fueron informados hacia el 1825, pero la excavación detallada la hizo George Reisner, en 1916.

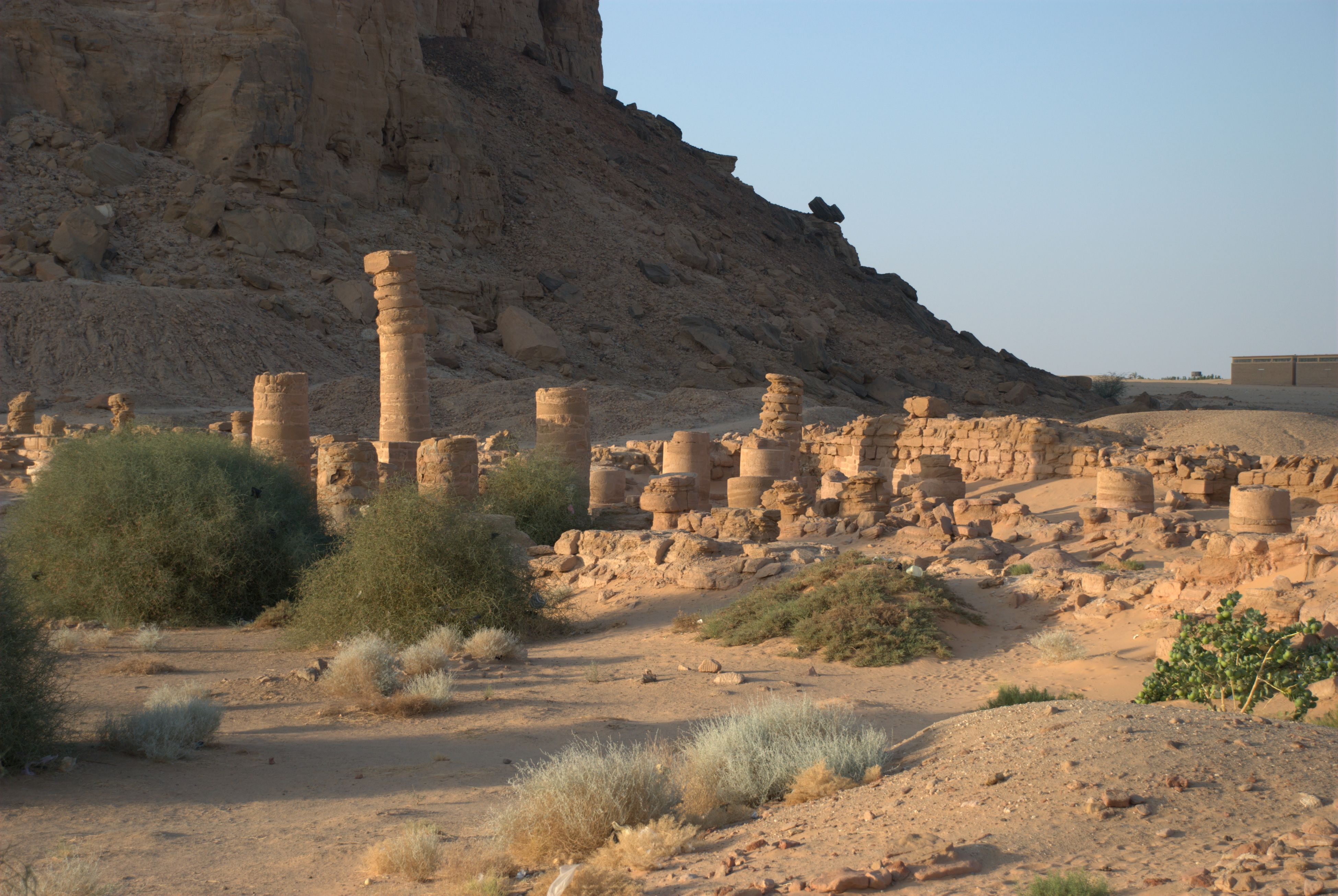
Restos arqueológicos del Templo de Amun en Gebel Barkal

## Patrimonio de la Humanidad
Tiene un gran valor arqueológico y, por esa razón, fue introducido por la Unesco, en 2003, en la lista de los sitios que son Patrimonio de la Humanidad, juntamente con las ciudades históricas de Meroe y Napata, cerca de la montaña.

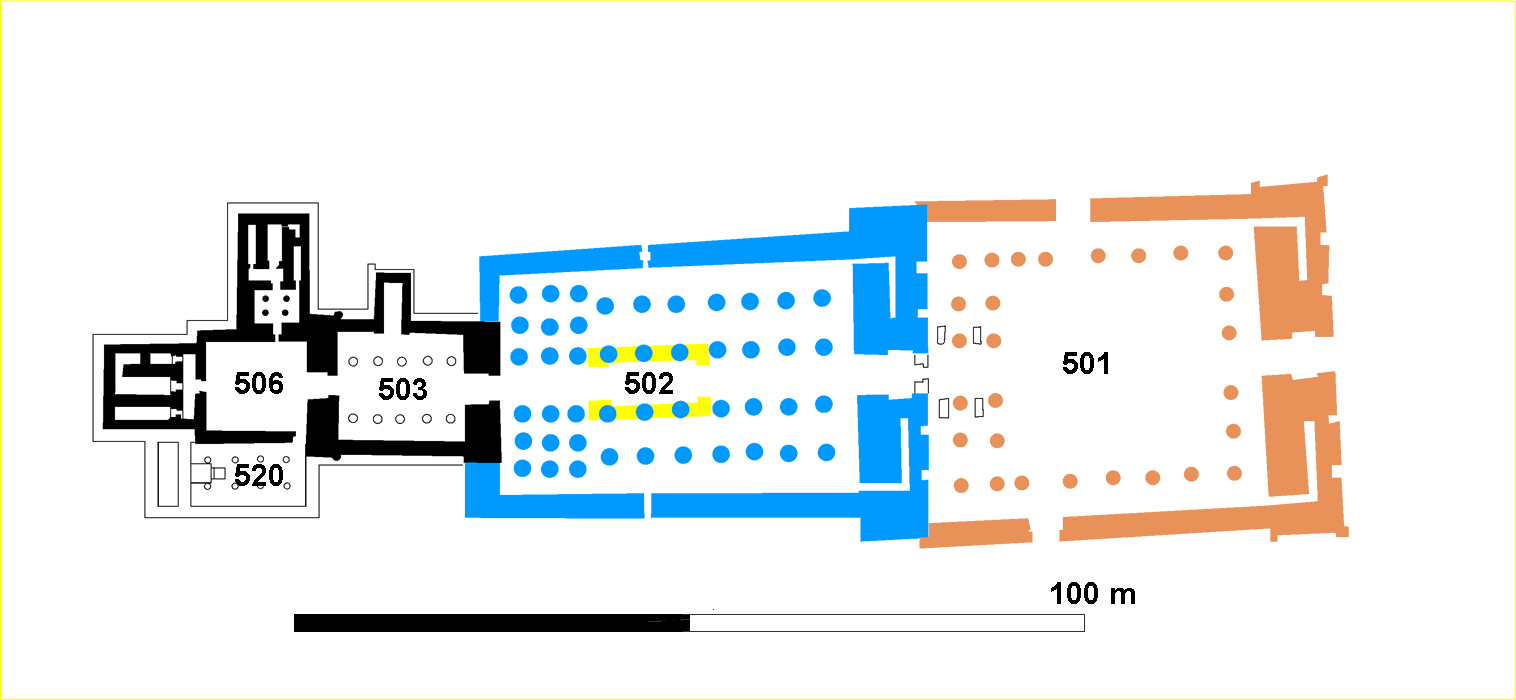
Plano de la planta del gran templo Amón de Gebel Barkal.